# 미국 함대전력사령부 사령관
미국 함대전력사령부, 사령관(COMUSFF)는 미국 해군의 함대전력사령부에 근무하는 지휘관의 관직이다. 미국 함대전력사령부는 원래 1905년에 설립된 미국 대서양 함대의 2성 후임제독에서 유래한다. 이 지위는 1915년 3월 10일부터 4성 제독으로 고정되었다.

## 타이틀
- 대서양 함대, 총사령관(CINCLATFLT)
1905년 3월, 재정.
1922년 12월, 함대 해체에 따라 봉인.
1941년 2월 1일, 국가명을 접두사로 붙인 미국 대서양 함대, 총사령관으로 개정.
2002년 10월 24일, 미국의 대통령만이 총사령관 명칭을 쓸 수 있게 조정됨에 따라 미국 대서양 함대, 사령관로 개정.
2006년 5월 22일, 폐지.
- 미국 함대전력사령관(COMUSFFC)
2002년 10월 1일, 재정 및 겸직.
- 대서양 연합사령부 최고사령관(SACLANT)
1951년 8월 15일, 재정.
1985년 10월 4일, 직책 분리.
- 미국 대서양 사령부, 총사령관(CINCUSACOM)
1951년 8월 15일, 재정 및 겸직.
- 미국 대서양 사령부, 부사령관
1985년 10월 4일, 겸직하도록 지정됨.
1986년 9월 16일, 직책 분리.
- 미국 해군북부사령관
2014년 12월 19일, 재정.

## 역대 사령관

### 미국 대서양 함대
| # | 성명                                   | 계급 | 사진 | 취임일     | 이임일      | 비고                                            |
| - | -------------------------------------- | ---- | ---- | ---------- | ----------- | ----------------------------------------------- |
| 1 | Robley D. Evans 로블리 D. 에반스       |      |      | 1905년 3월 | 1908년 5월  |                                                 |
| 2 | Charles S. Sperry 찰스 S. 스페리       |      |      | 1908년 5월 | 1909년 3월  |                                                 |
| 3 | Seaton Schroeder 시튼 슈로더           |      |      | 1909년 3월 | 1911년 6월  |                                                 |
| 4 | Hugo W. Osterhaus 휴고 W. 오스터하우스 |      |      | 1911년 6월 | 1913년 1월  |                                                 |
| 5 | Charles J. Badger 찰스 J. 배저         |      |      | 1913년 1월 | 1914년 9월  |                                                 |
| 6 | Frank F. Fletcher 프랭크 F. 플레처     |      |      | 1914년 9월 | 1916년 6월  | 1915년, Rear에서 Vice를 생략하고 제독으로 진급. |
| 7 | Henry T. Mayo 핸리T. 마요              |      |      | 1916년 6월 | 1919년 6월  |                                                 |
| 8 | Henry B. Wilson 핸리 B. 윌슨           |      |      | 1919년 6월 | 1921년 6월  |                                                 |
| 9 | Hilary P. Jones 힐러리 P. 존스         |      |      | 1921년 6월 | 1922년 12월 | 함대 해체.                                      |

| #  | 성명                                            | 계급 | 사진 | 취임일           | 이임일           | 비고                                                                                                 |
| -- | ----------------------------------------------- | ---- | ---- | ---------------- | ---------------- | --- |
| 1  | Ernest King 어니스트 J. 킹                      |      |      | 1941년 2월 1일   | 1941년 12월 30일 | 함대 재설립 1944년 12월 17일 함대 제독 진급 미국 함대 총사령관 제9대 해군작전부장                    |
| 2  | Royal E. Ingersoll 로얄 E. 잉거솔               |      |      | 1941년 12월 30일 | 1944년 11월 15일 | 서부해역대, 사령관                                                                                   |
| 3  | Jonas H. Ingram 조나스 H. 잉그램                |      |      | 1944년 11월 15일 | 1946년 9월 26일  | |
| 4  | Marc A. Mitscher 마크 밋처                      |      |      | 1946년 9월 26일  | 1947년 2월 3일   | |
| 5  | William H. P. Blandy 윌리엄 H. P. 블랜디        |      |      | 1947년 2월 3일   | 1950년 2월 1일   | 초대 미국 대서양 사령부, 총사령관                                                                    |
| 6  | William M. Fechteler 윌리엄 M. 펙틀러           |      |      | 1950년 2월 1일   | 1951년 8월 15일  | 2대 미국 대서양 사령부, 총사령관                                                                     |
| 7  | Lynde D. McCormick 린드 D. 맥코믹               |      |      | 1951년 8월 15일  | 1954년 4월 12일  | 3대 미국 대서양 사령부, 총사령관 초대 대서양 연합사령부 최고사령관                                   |
| 8  | Jerauld Wright 제롤드 라이트                    |      |      | 1954년 4월 12일  | 1960년 2월 28일  | 4대 미국 대서양 사령부, 총사령관 2대 대서양 연합사령부 최고사령관                                    |
| 9  | Robert L. Dennison 로버트 L. 데니슨             |      |      | 1960년 2월 28일  | 1963년 4월 30일  | 5대 미국 대서양 사령부, 총사령관 3대 대서양 연합사령부 최고사령관                                    |
| 10 | Harold P. Smith 해롤드 P . 스미스               |      |      | 1963년 4월 30일  | 1965년 4월 30일  | 6대 미국 대서양 사령부, 총사령관 4대 대서양 연합사령부 최고사령관                                    |
| 11 | Thomas H. Moorer 토머스 H. 무어러               |      |      | 1965년 4월 30일  | 1967년 6월 17일  | 7대 미국 대서양 사령부, 총사령관 5대 대서양 연합사령부 최고사령관 제18대 해군작전부장 제7대 참모총장 |
| 12 | Ephraim P. Holmes P. 홈스                       |      |      | 1967년 6월 17일  | 1970년 9월 30일  | 8대 미국 대서양 사령부, 총사령관 6대 대서양 연합사령부 최고사령관                                    |
| 13 | Charles K. Duncan 찰스 K. 던컨                  |      |      | 1970년 9월 30일  | 1972년 10월 31일 | 9대 미국 대서양 사령부, 총사령관 7대 대서양 연합사령부 최고사령관                                    |
| 14 | Ralph W. Cousins 랄프 W. 커즌스                 |      |      | 1972년 10월 31일 | 1975년 5월 30일  | 10대 미국 대서양 사령부, 총사령관 8대 대서양 연합사령부 최고사령관                                   |
| 15 | Isaac C. Kidd, Jr. 아이작 C, 키드 Jr.           |      |      | 1975년 5월 30일  | 1978년 9월 30일  | 11대 미국 대서양 사령부, 총사령관 9대 대서양 연합사령부 최고사령관                                   |
| 16 | Harry D. Train II 해리 D. 트래인 3세            |      |      | 1978년 9월 30일  | 1982년 9월 30일  | 12대 미국 대서양 사령부, 총사령관 10대 대서양 연합사령부 최고사령관                                  |
| 17 | Wesley L. McDonald 웨슬리 L. 맥도널드           |      |      | 1982년 9월 30일  | 1985년 10월 4일  | 13대 미국 대서양 사령부, 총사령관 11대 대서양 연합사령부 최고사령관                                  |
| 18 | Carlisle A. H. Trost 칼리슬 A. H. 트로스트      |      |      | 1985년 10월 4일  | 1986년 6월 30일  | 제23대 해군작전부장 미국 대서양 사령부, 부사령관                                                     |
| 19 | Frank B. Kelso II 프랭크 B. 켈소 3세            |      |      | 1986년 6월 30일  | 1986년 9월 16일  | 제24대 해군작전부장 미국 대서양 사령부, 부사령관                                                     |
| 20 | Powell F. Carter, Jr. 파웰 F. 카터 Jr.          |      |      | 1988년 11월 4일  | 1991년 1월 31일  | |
| 21 | Paul D. Miller 폴 D. 밀러                       |      |      | 1991년 1월 31일  | 1992년 7월 13일  | |
| 22 | Henry H. Mauz, Jr. 헨리 H. 마우즈 Jr.           |      |      | 1992년 7월 13일  | 1994년 10월 5일  | |
| 23 | William J. Flanagan, Jr. 윌리엄 J. 플래너건 Jr. |      |      | 1994년 10월 5일  | 1996년 12월 20일 | |
| 24 | J. Paul Reason J. 폴 리즌                       |      |      | 1996년 12월 20일 | 1999년 9월 17일  | 초대 아프리카계 미국인 4성 제독                                                                      |
| 25 | Vern Clark 번 클락                              |      |      | 1999년 9월 17일  | 2000년 6월 23일  | 제27대 해군작전부장                                                                                  |
| 26 | Robert J. Natter 로버트 J. 내터                 |      |      | 2000년 6월 23일  | 2003년 10월 3일  | |
| 27 | William J. Fallon 윌리엄 J. 팔론                |      |      | 2003년 10월 3일  | 2005년 2월 18일  | |
| 28 | John B. Nathman 존 B. 나스먼                    |      |      | 2005년 2월 18일  | 2006년 5월 22일  | 대서양 함대, 사령관 직책 폐지.                                                                       |

### 미국 함대전력사령부
| #  | 성명                                    | 계급 | 사진 | 취임일           | 이임일          | 비고                                    |
| -- | --------------------------------------- | ---- | ---- | ---------------- | --------------- | --------------------------------------- |
| 28 | John B. Nathman 존 B. 나스먼            |      |      | 2006년 5월 22일  | 2007년 5월 16일 |                                         |
| 29 | Gary Roughead 개리 로그해드             |      |      | 2007년 5월 17일  | 2007년 9월 28일 | 제29대 해군작전부장                     |
| 30 | Jonathan W. Greenert 조나단 W. 그린어트 |      |      | 2007년 9월 29일  | 2009년 7월 23일 | 제36대 해군작전부장 제30대 해군작전부장 |
| 31 | John C. Harvey, Jr. 존 C. 하비 Jr.      |      |      | 2009년 7월 24일  | 2012년 9월 14일 |                                         |
| 32 | William E. Gortney 윌리엄 E. 고트니     |      |      | 2012년 9월 14일  | 2014년 12월     |                                         |
| 33 | Philip S. Davidson 필립 S. 데이비드슨   |      |      | 2014년 12월 19일 | 2018년 5월 4일  | 초대 미국 해군북부사령부, 사령관        |
| 34 | Christopher Grady 크리스토퍼 그래디     |      |      | 2018년 5월 4일   | 임기중          | 2대 미국 해군북부사령부, 사령관         |

## 같이 보기
- 미국 태평양 함대사령관